# Conjugué isogonal
Pour les articles homonymes, voir Conjugaison (homonymie) et Isogonal.
En géométrie, le conjugué isogonal d'un point dans un triangle est le point où concourent les droites symétriques, par rapport aux bissectrices, des droites passant par chaque sommet et ce point.

Les symétriques aux céviennes en P (bleu) par rapport aux bissectrices intérieures (vert) se croisent en un point P*, qui est donc le conjugué isogonal de P dans triangle ABC.

## Droites antiparallèles
Deux couples de droites (d, d') et (Δ, Δ') sont antiparallèles si les bissectrices des angles qu'ils forment ont même direction.
Les angles de droites (d, Δ) et (Δ', d') sont égaux (modulo π).
On dit que d' est antiparallèle à d par rapport à (Δ, Δ').
Quatre points A, B, C et D tels que trois d'entre eux ne sont pas alignés sont cocycliques si et seulement si les droites (AB) et (DC) sont antiparallèles par rapport aux droites (AD) et (BC).
Si deux couples de droites (d, d') et (Δ, Δ') sont antiparallèles et concourants, on dit qu'ils sont isogonaux.
Lorsqu'une droite est antiparallèle à un côté d'un triangle par rapport aux deux autres, on sous-entend assez souvent les deux derniers côtés. On dira : « dans le triangle ABC, la droite (d) est antiparallèle à (AB) » à la place de « la droite (d) est antiparallèle à (AB) par rapport à (CA) et (CB) ».

## Droites isogonales
Deux couples de droites concourantes (d, d') et (Δ, Δ') sont isogonaux s'ils sont antiparallèles.
Ils ont les mêmes bissectrices.
Les angles de droites (d, Δ) et (Δ', d') sont égaux (modulo π).
On dit que d' est isogonale à d par rapport à (Δ, Δ').
Soit d, Δ, Δ' trois droites concourantes. La droite d' symétrique de d par rapport à la bissectrice intérieure de Δ et Δ' est isogonale à d par rapport à (Δ, Δ').

### Points sur deux droites isogonales
Soit (Δ) et (Δ') deux droites concourantes en A, M et N deux points sur deux droites (d) et (d') concourantes en A.

M1 et N1 sont les projections orthogonales de M et N sur (Δ), M2 et N2 sur (Δ').

Les deux couples de droites  (Δ, Δ') et (d, d') sont isogonaux si et seulement si les points M1N1M2N2 sont cocycliques.

Le centre O du cercle est le milieu de [MN].

(M1M2) est orthogonale à (d'), (N1N2) est orthogonale à (d)

## Conjugué isogonal

### Triangle podaire
Soit P un point distinct des sommets du triangle ABC et n'appartenant pas au cercle circonscrit, P1, P2, P3 sont les projections orthogonales de P sur les côtés du triangle.

P1P2P3 est le triangle podaire du point P relativement au triangle ABC. Le cercle circonscrit au triangle P1P2P3 est le cercle podaire de P par rapport au triangle ABC.

Attention aux faux amis français/anglais : le triangle podaire en français se traduit pedal triangle en anglais, qu'il ne faut pas confondre avec le triangle pédal, ou triangle cévien.

### Point conjugué isogonal
Le conjugué isogonal d'un point P par rapport à un triangle ABC est le point d'intersection des symétriques des droites PA, PB et PC par rapport aux bissectrices des angles du triangle.
Ces trois droites symétriques sont concourantes (cela résulte du théorème de Ceva – version trigonométrique). Si P a pour coordonnées barycentriques {\displaystyle (x:y:z)\,} alors le conjugué isogonal de P a pour coordonnées barycentriques {\displaystyle \left({\frac {a^{2}}{x}}:{\frac {b^{2}}{y}}:{\frac {c^{2}}{z}}\right)\,}. Toutefois, ce conjugué n'est à distance finie que si, et seulement si, P n'appartient pas au cercle circonscrit du triangle.
Si une conique à centre est tangente à chacun des côtés du triangle, ses deux foyers sont des conjugués isogonaux.
Les triangles podaires de deux points isogonaux P et Q sont inscrits dans un même cercle de centre le milieu de [PQ].
Cette propriété permet la construction du point isogonal par l'intermédiaire du cercle podaire.
Le conjugué isogonal d'un point P  n'appartenant pas au cercle circonscrit du triangle (ABC) est aussi le centre du cercle circonscrit du triangle (PaPbPc) construit en prenant les symétriques de P par rapport aux côtés du triangle (ABC).
Exemples
- Les centres des cercles inscrit et exinscrits coïncident avec leurs conjugués isogonaux.
- Le centre du cercle circonscrit est le conjugué isogonal de l'orthocentre (d'où des propriétés intéressantes de la droite d'Euler et du cercle de Feuerbach).
- Le point de Lemoine est le conjugué isogonal du centre de gravité.
- Les deux points de Brocard sont des conjugués isogonaux. Il en va de même des deux points de Lucas.

#### Autre construction du conjugué isogonal

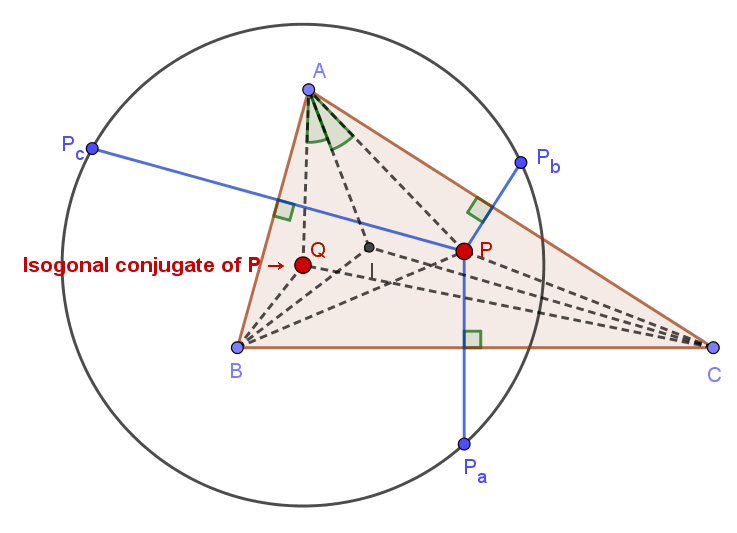
Deuxième construction du conjugué isogonal

Pour un point P donné dans le plan du triangle △ABC, on considère les images de P par symétrie par rapport aux côtés BC, CA, AB, notés respectivement Pa, Pb, Pc. Alors le centre du cercle circonscrit au triangle PaPbPc est le conjugué isogonal de P.

#### Transformée isogonale d'une droite

Transformées isogonales de parallèles aux côtés du triangle.

La transformée isogonale d'une droite par rapport à un triangle ABC  est le lieu des conjugués isogonaux des points de cette droite par rapport au triangle ABC.
Ce lieu est une conique passant par les sommets du triangle ABC (une hyperbole si la droite passe par l'intérieur du triangle, une ellipse sinon).
Exemples particuliers :
- La transformée isogonale de la droite d'Euler est l'hyperbole de Jérabek, une hyperbole équilatère passant en particulier par A,B,C, H (orthocentre de ABC) et O (centre du cercle circonscrit)
- La transformée isogonale de la droite IO (reliant les centres des cercles inscrits et circonscrits) est l'hyperbole de Feuerbach, hyperbole équilatère passant en particulier par A,B,C, H (orthocentre de ABC) et I (centre du cercle inscrit)
- La transformée isogonale de l'axe de Brocard reliant O (centre du cercle circonscrit) au point de Lemoine est l'hyperbole de Kiepert, hyperbole équilatère passant en particulier par A, B, C, H (orthocentre de ABC) et le centre de gravité.